# Tektite

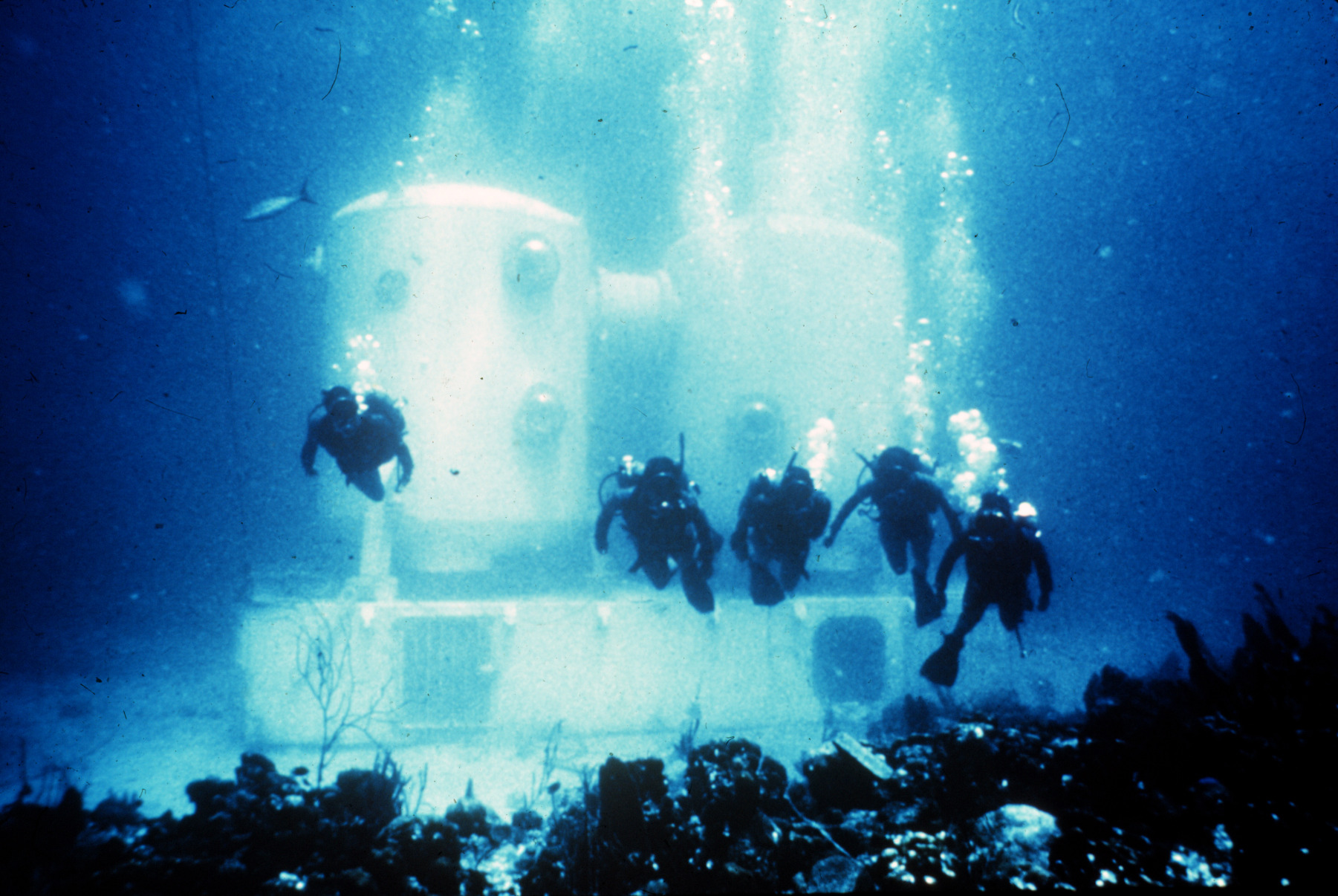
Tektite pod wodą

Tektite – amerykańskie laboratorium podwodne, podwodny habitat. Skonstruowane przez firmę General Electric, używane wspólnie przez US Navy, NASA oraz naukowców cywilnych w latach 1969-1970.

## Powstanie
W drugiej połowie lat 60 XX wieku rozważano problemy związane z długotrwałą izolacją astronautów i zamknięciem ich w ciasnej przestrzeni. Stwierdzono, że problemy takie można badać na grupie osób zamkniętych w podwodnym laboratorium. Dlatego NASA i amerykańska marynarka wojenna wspólnie postanowiły przeprowadzić taki eksperyment. Naukowców, stanowiących załogę habitatu miał "dostarczyć" Departament Zasobów Wewnętrznych USA.
Jako wykonawcę laboratorium wybrano firmę General Electric,  która zobowiązała się do wykonania laboratorium na własny koszt (laboratorium pozostawało później własnością GE).
Nazwa (tektyt) pochodzi od meteorytów i miała symbolizować współpracę oceanografów i badaczy kosmosu.

## Opis techniczny

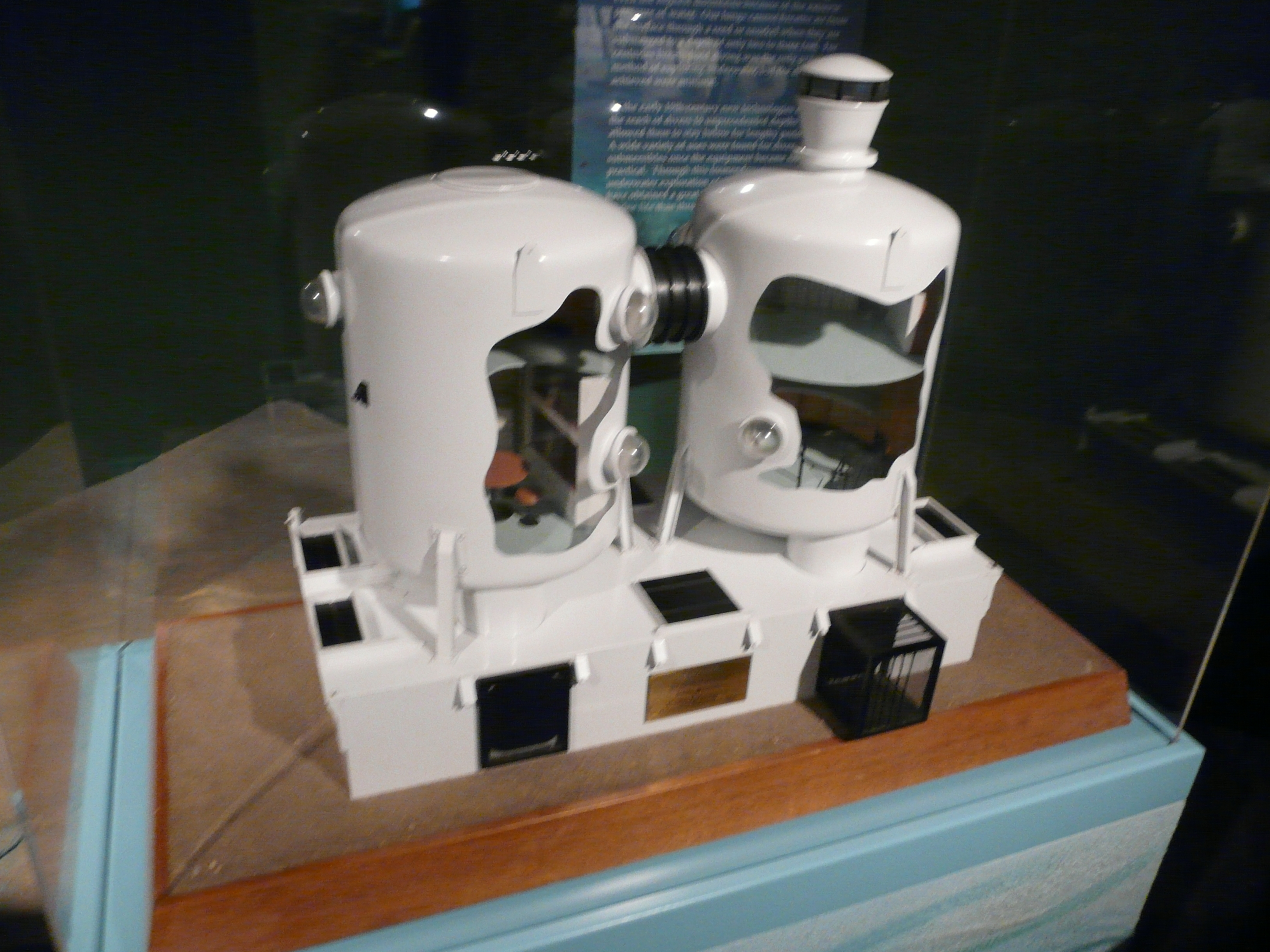
model habitatu

Całość składała się z dwóch stalowych, cylindrów o średnicy 3,8 metra i wysokości 5,4 metra, ustawionych pionowo na prostopadłościennej podstawie. Cylindry były podzielone na dwie kondygnacje. Jeden z cylindrów mieścił mostek, będący centrum zarządzania obiektem. Na mostku mieściły się panele sterowania urządzeniami, łączności oraz laboratorium "suche". Pod mostkiem znajdowała się kabina załogi, mieszcząca 4 koje, zlew, kuchenkę, lodówkę oraz radio i telewizor. W dnie kabiny znajdowało się wyjście awaryjne do podstawy i dalej na zewnątrz.
W drugim cylindrze mieścił się przedział ekwipunku, zawierający urządzenia elektryczne, toaletę oraz dużą zamrażarkę. Nad przedziałem ekwipunku znajdowała się wieżyczka obserwacyjna. Pod przedziałem ekwipunku był przedział "mokry". Przez właz w jego dnie (prowadzący do podstawy) płetwonurkowie wychodzili do prac na zewnątrz. W przedziale mokrym znajdował się prysznic, suszarka do ubrań, miejsce do przechowywania sprzętu nurkowego oraz stalowy stół do preparowania próbek i innych prac.
Górne piętra cylindrów były połączone tunelem, umożliwiającym przejście z mostka do przedziału ekwipunku. 
Podstawa mieściła przejścia z zewnątrz do włazów w dnach cylindrów, zbiorniki balastowe oraz pojemniki na balast stały (stal).
W skład eksperymentu wchodziły też dwie barki zakotwiczone w pobliżu. Na jednej z nich przebywał zespół obserwujący zachowanie akwanautów oraz wspierający. Druga barka była wyposażona w dźwig i niezbędne oprzyrządowanie (komora dekompresyjna itp.). Na brzegu zbudowano obóz dla osób zatrudnionych przy projekcie.

## Misje
Laboratorium ustawiono 28 stycznia 1969 na głębokości 13 metrów w Great Lameshur Bay na Wyspach Dziewiczych.

### Tektite I
15 lutego 1969 czterech badaczy z Departamentu Zasobów Wewnętrznych (Ed Clifton, Conrad Mahnken, Richard Waller and John VanDerwalker) zamieszkało w habitacie do 15 kwietnia. Długość pobytu (60 dni) wiązała się z szacowanym wówczas czasem załogowych misji kosmicznych. Jednocześnie był to najdłuższy pobyt człowieka pod wodą. 
Mimo wielu usterek "wieku dziecięcego" stacji, zrealizowano wiele badań. Członkowie pierwszej załogi spędzili 432 osobo-godziny nurkując poza habitatem. Po przeniesieniu na barkę przeszli 19 godzinną dekompresję.

### Tektite II

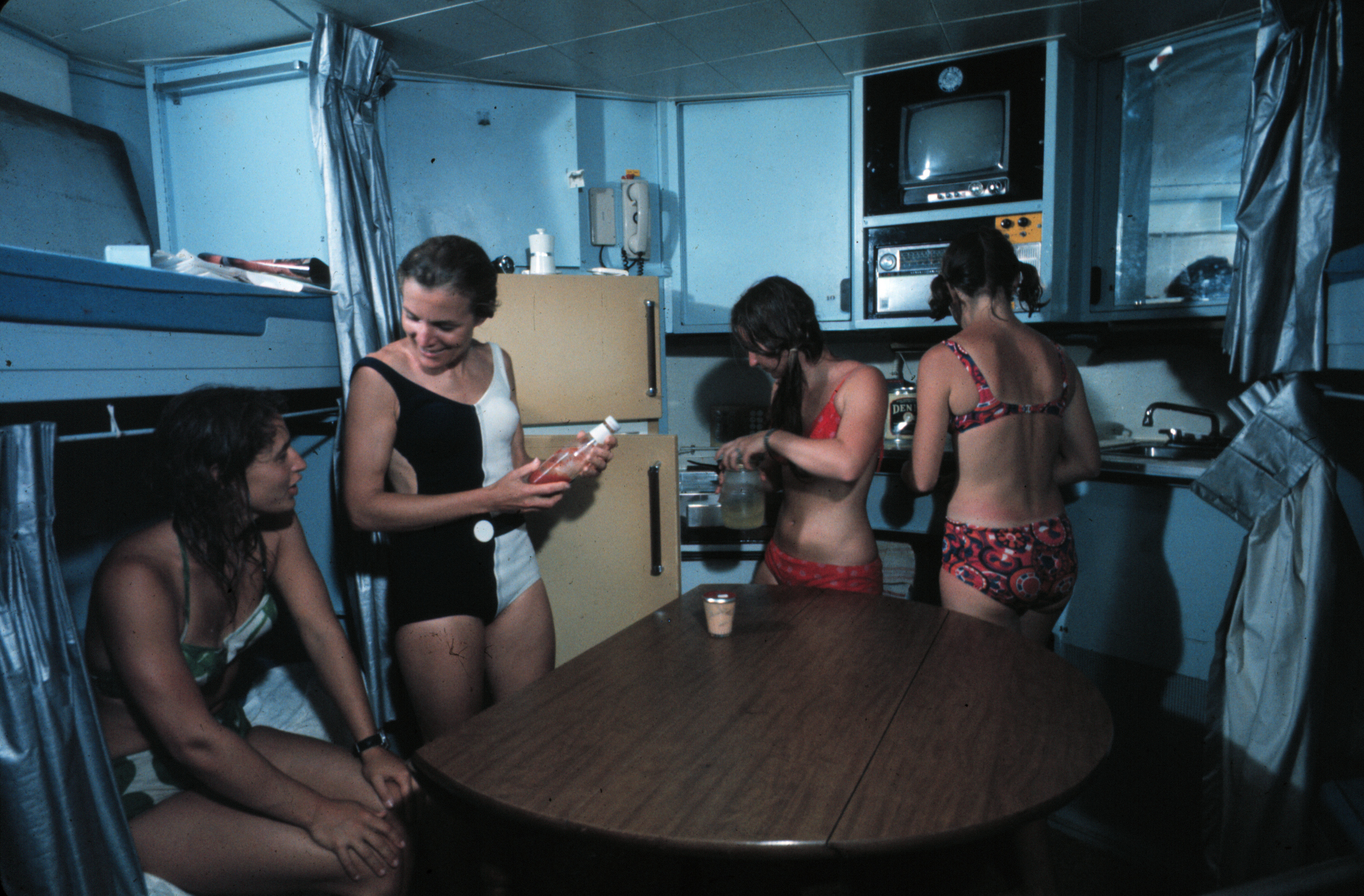
Kobieca załoga w pomieszczeniu mieszkalnym

W ciągu 6 miesięcy 1970 roku przeprowadzono, pod zbiorczą nazwą Tektite II 11 misji trwających od 2 do 4 tygodni. W misjach wzięło udział 53 naukowców, w tym jedna załoga składająca się z samych kobiet. Ponadto w programie wzięło udział ponad 360 uczniów i studentów studiujących psychologię, oceanografię oraz technikę nurkową.

## Dalsze losy
Po zakończeniu Tektite II laboratorium zostało przetransportowane do stoczni Marynarki w Filadelfii, gdzie pozostawało do stycznia 1977. W 1976 General Electric (właściciel) sprzedało całość z 1 dolara(!) organizacji non-profit Project Tectite, mającej na celu wspieranie badań oceanograficznych. Ochotnicy z tej organizacji przetransportowali habitat do San Francisco, gdzie do 1980 roku wyremontowali go własnymi siłami. Planowano użycie w różnych lokalizacjach w programie Tektite III, lecz brak funduszy spowodował zawieszenie działań w 1984. Stan składowanego laboratorium pogarszał się z czasem i w 1991 habitat został pocięty na złom przez uczniów szkoły spawalniczej.

## Muzeum
W listopadzie 2006, w ramach obchodów 40 lecia Virgin Islands Environmental Resource Station (VIERS), (która zajęła pozostały po projekcie obóz na lądzie), w niewielkim namiocie pokazywano zdjęcia z projektów Tektite. Duże zainteresowanie spowodowało, że zdjęcia, uzupełnione o slajdy, filmy i przedmioty związane z eksperymentem zostały zorganizowane w stałą wystawę na terenie VIERS, noszącą nazwę Tektite Underwater Habitat Museum.